# افتخار حسين الأنصاري
مولوي افتخار حسين الأنصاري (26 أبريل 1942 - 30 سبتمبر 2014)، هو رجل دين شيعي كشميري وسياسي ورجل أعمال ومُنظّم لمسيرات عاشوراء في كشمير. خلف والده محمد جواد الأنصاري رئيسًا لجمعية عموم جامو وكشمير الشيعية في جامو وكشمير عام 1962، وهو المنصب الذي شغله مدى الحياة.  انتُخب عضوا في الجمعية التشريعية لجامو وكشمير عن حزب شعب جامو وكشمير الديمقراطي، وكان سابقًا عضوًا في مؤتمر جامو وكشمير الوطني والمؤتمر الوطني الهندي.

## الاغتيالات
تعرض لثلاث محاولات اغتيال فاشلة، ففي يونيو 2000 نجا الأنصاري من انفجار لغم أرضي بينما كان يخاطب جماعة دينية أسفر الانفجار عن مقتل 12 من أتباعه، وفي 1 سبتمبر 2000 ، أصيب أنصاري بجروح نتيجة انفجار عبوة ناسفة أدت إلى مقتل شرطيين وسائق، واشتبهت الشرطة في حزب المجاهدين.

## وفاته
توفي في مقر إقامته في قمرواري في سريناغار صباح يوم 30 سبتمبر 2014 بعد مرضه بتليف الكبد.